# William Crookes
William Crookes (wym. ˈkru̇ks; ur. 17 czerwca 1832 w Londynie, zm. 4 kwietnia 1919 tamże) – angielski fizyk i chemik. Laureat Medalu Copleya.

## Życiorys
Łączył dokonywane prywatnie eksperymenty z prowadzeniem interesów. Wydawał kilka pism fotograficznych i naukowych. W 1861 wkrótce po dokonaniu przez Roberta Bunsena i Gustava Kirchhoffa odkryć w dziedzinie spektroskopii, odkrył pierwiastek chemiczny tal (Tl). Pośrednio doprowadziło to do skonstruowania, w 1875, radiometru. Pod koniec XIX wieku skonstruował urządzenie (nazwane później „rurą Crookesa”) do obserwacji promieniowania katodowego, poprzedniczkę lampy rentgenowskiej, a w 1903 spintaryskop. Interesował się spirytyzmem, a jego przeświadczenie o prawdziwości tego zjawiska wzbudziło w latach 70. XIX wieku duże kontrowersje.

## Publikacje nt. spirytyzmu
- William Crookes, Spiritualism Viewed by the Light of Modern Science. „Quarterly Journal of Science”. July 1870. (ang.)
- William Crookes, Notes of an Enquiry into the Phenomena called Spiritual during the Years 1870-1873. „Quarterly Journal of Science”. January 1874. (ang.)